# یواس‌اس ال‌اس‌تی-۳۹۳
یواس‌اس ال‌اس‌تی-۳۹۳ (به انگلیسی: USS LST-393) یک کشتی است که طول آن ۳۲۸ فوت (۱۰۰ متر) می‌باشد. این کشتی در سال ۱۹۴۲ ساخته شد.